# Томс Зелтіньш
Томс Зелтіньш (латис. Toms Zeltiņš; народився 10 серпня 1986 у м. Ризі, Латвія) — латвійський хокеїст, нападник. Виступає за «Металургс» (Лієпая) у Білоруській Екстралізі. 
Виступав за «Призма» (Рига), ХК «Рига 2000», ХК «Латгале», «Металургс» (Лієпая).